# Vaillantella maassi
 Vaillantella maassi és una espècie de peix de la família dels balitòrids i de l'ordre dels cipriniformes.

## Morfologia
- Els mascles poden assolir 12,5 cm de longitud total.[2][3]

## Hàbitat
És un peix d'aigua dolça, demersal i de clima tropical.

## Distribució geogràfica
Es troba a Àsia: Tailàndia, Malàisia, Brunei i Indonèsia (Borneo i Sumatra).

## Amenaces
Les seues principals amenaces són la desforestació i les pràctiques agrícoles gens sostenibles.